# Mange Schmidt
Mange Schmidt (* 1973 in Vasastaden, Stockholm als Bo Magnus Schmidt) ist ein schwedischer Rapper.

## Karriere
Mange Schmidt wurde durch seine, von Hip-Hop-Klassikern ins Schwedische übersetzte Lieder bekannt. Seine Musik hat einen einfachen Stil, der teilweise an US-amerikanischen Hip-Hop der 1980er-Jahre erinnert. Sein Rapstil selbst beschreibt sich aus Einflüssen vom Finnisch-Russischen und des Türkischen.
2003 kam sein erstes Album Greatest Hits heraus, in dem die berühmtesten Lieder von ihm aufgenommen wurden. Der ersten Charterfolg hatte Magnus mit Glassigt, die 2006 bis auf den 31. Platz kam.
Giftig, diese mit Kooperation von Petter im selben Jahr entstand, hatte den größten Durchbruch mit Platz 2 der schwedischen Charts. Das Album Samtidigt, i Stockholm kam im Herbst 2006 heraus, diese belegte nur den 32. Platz. Den zweitgrößten Charterfolg hatte er mit dem Lied Jag talar ut, das 2007 den 8. Platz belegte. Känslan kommer tillbaks, das dritte Album von Magnus, hatte 2007 den 18. Platz belegt und war somit erfolgreicher als das zweite Album. 2008 kam das Lied Inget att förlora, dieser Platz 17 und mit weniger Erfolg, heraus. Das Lied Vet att du förstår hatte 2009 einen kleinen Erfolg mit Platz 14 ergattert. Mit den beiden letzten Lieder Ledig und Wingman hatte Schmidt allerdings wenig Erfolg.

## Diskografie

### Alben
- 2003: Greatest Hits
- 2006: Samtidigt, i Stockholm
- 2007: Känslan kommer tillbaks
- 2009: Odenplan Stockholm 1988
- 2014: Ensam bland alla vänner

### Singles
- 2006: Glassigt
- 2006: Vem e han?
- 2007: Giftig (feat. Petter)
- 2007: Jag talar ut
- 2008: Gömma mig
- 2008: Inget att förlora
- 2009: Vet att du förstår
- 2009: Ledig
- 2010: Wingman
- 2012: Flakhits (lalala)
- 2012: Leva livet nu
- 2017: Systembolaget (feat. Johnny Deluxe)